# Vlag van Jutland

Onofficiële vlag van Jutland, zeer zelden gebruikt

De vlag van Jutland is de onofficiële vlag van het schiereiland Jutland.
De vlag bestaat uit drie kleuren: donkerblauw, groen en roodbruin. De ondergrond omvat twee horizontale blauwe en groene banen. Op de voorgrond is een rood Scandinavisch kruis geplaatst. De roodbruine kleur staat voor de heidevelden, groen voor de bossen en blauw voor de zee.
De vlag is in sinds 1975 in gebruik, en staat ook wel bekend onder de naam den Jyske Fane en is ontworpen door Per Kramer.

## Een andere variant

Ontwerp vlag Jutland

Een ander ontwerp voor de vlag van Jutland, uit 1972. Het is niet bekend of het nog steeds in gebruik is (of dat hij dat ooit geweest is). Volgens sommige bronnen is hetzelfde ontwerp voorgesteld als vlag van Noord-Engeland.
Het ontwerp van de vlag is gebaseerd op de vlag van Denemarken en heeft de omgekeerde kleurstelling van de Deense vlag. Hij bestond uit een wit veld met een rood Scandinavisch kruis. De verhoudingen zijn hetzelfde als voor de Deense vlag.